# 山本義路
山本 義路（やまもと よしみち）は、江戸時代後期の武士・越後長岡藩上席家老（在所家老）・軍事総督。家臣中次席の家柄・知行1300石。諱の義路よりも通称の帯刀の方が広く浸透し、一般には山本 帯刀（やまもと たてわき）として知られた。

## 出自
三河山本氏の遠祖は、駿河国富士郡山本村から、三河国宝飯郡に渡来した豪族であり、16世紀には牛久保六騎・東三河司頭の一つに数えられたが、一説によると武田信玄の伝説的軍師の山本勘助の弟を始祖とする一族と云われる。
16世紀前半の宝飯郡山本氏は、戦国大名の今川氏から領地を給付されていたが、宝飯郡牛久保城主・牧野氏より一足早くこれを見限り、同じ牛久保六騎の牧野右馬允成定・真木越中守定善（真木重清）等を誘って徳川家康に恭順した。
この山本氏は征夷大将軍に謁見（御目見得）の資格を持ち将軍家直参の身分を兼帯していた。そして帯刀・帯刀左衛門・勘右衛門等を通称として用いていた。

## 生涯
弘化2年（1845年）3月7日、安田（多膳）家の嫡男　堅三郎として誕生。父は山本家9代・義方の末弟・鋼三郎、母は遠祖が御典医であった越後長岡藩上級家臣（番頭級）の安田弓である。鋼三郎は山本氏から安田氏320石に養子入りし、安田渡となった。山本家11代当主・山本勘右衛門義和に子供が無かったため、藩命により8歳で上席家老連綿の筋目である山本家の養子となる。文武両道で神童といわれた事もあり、新知500石を賜り、元服して部屋住み身分のまま側用人見習いとなったが、やがて養父・義和が隠居し、家督相続の上、家老職となる。
幕末の長岡藩では、河井継之助（河合秋義）が、12代藩主・牧野忠訓、前藩主・忠恭から絶大な信頼を得て台頭し、門閥打破を狙った越後長岡藩の慶応改革を断行した。義路は門閥勢力の代表格だったが、河合とは終始友好的であり改革に協力して自家の知行高を1300石から400石に減石する事にまで同意している。義路は戊辰戦争・北越戦争では長岡藩の大隊長として出陣。明治元年7月29日の2度目の長岡城落城後、山本隊は鞍掛峠（別名八十里峠）で殿を務め、藩兵や長岡領民の会津領内への避難を助けた。このため、山本隊の会津領内入りは遅れ、その精鋭３小隊は長岡藩兵の主力と合流することができないまま、別動隊として会津若松城の防衛戦に参加した。8月27日に鞍掛峠から柳津に退き、9月6日に高田村に陣を移した。
９月7日の夜、高田村を発した木本隊（会津）と山本隊（長岡）は8日の明け方、一ノ堰村に至り、朝7時頃、濃霧の中を飯寺（にいでら）村に進撃、木本隊は右方より敵塁に当たり、山本隊は大川（阿賀川）の土手に沿って左方から敵を挟撃した。木本隊は一時、敵塁を落とすところだったが、官軍は急に援軍を遣わして、こらえきれずに木本隊は一ノ堰に退却した。一方、山本隊は木本隊の退却を知らずに濃霧の中を進撃したが、孤立し官軍に包囲されれ、義路をはじめ山本隊は官軍の宇都宮藩兵に捕縛された。この戦いで、投降した山本隊の兵士十数名は帯刀と従者の渡辺豹吉の二名を除いて即日斬首された。越後口軍監等は義路の毅然とした態度に感銘を受け、詫びて恭順すれば命だけは助けるとの内旨があったと云われるが、義路はこれを拒絶したうえ、「藩主われに戦いを命ぜしも、未だ降伏を命ぜず」と陳述したといわれる。翌9月9日に、義路と豹吉は共に大川の河原で斬首された。現在の福島県会津若松市門田町飯寺大字川原がその場所にあたる。山本隊の戦死者は44名に及んだ。また、豹吉が主人に殉じたことは忠勤を励む者の亀鑑であると、後に賞された。

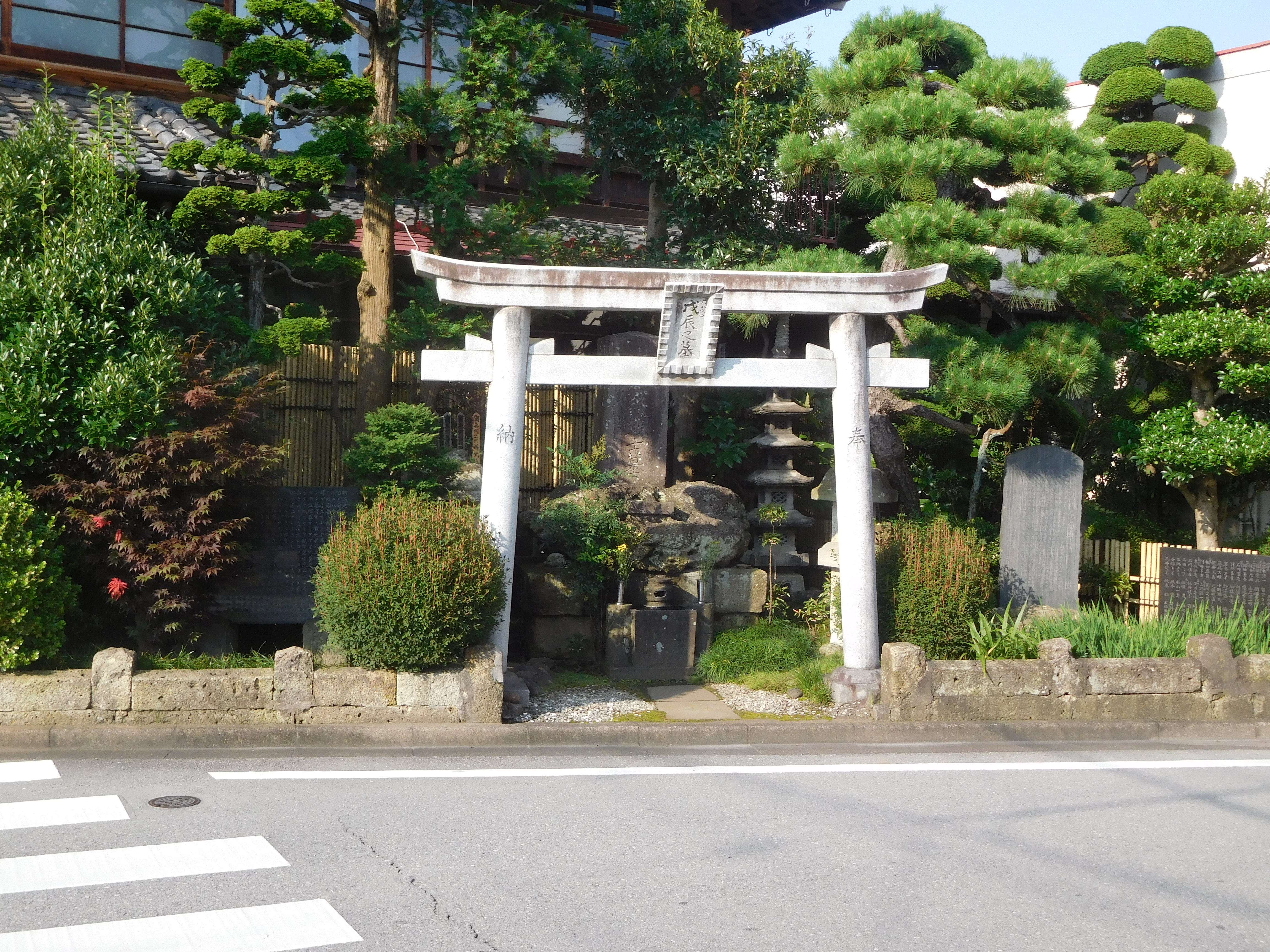
戊辰之役戦士墓

死に臨み持っていた軍資金200両を宇都宮藩家老に差し出して、長岡藩兵の追善供養を求めたとも、役に立てて欲しいと訴えたとも伝えられている。義路の意を受けた宇都宮藩の戸田三男は、受け取った200両を元手に、宇都宮市の六道辻に「戊辰之役戦士墓」を築いた。また山本帯刀の佩刀は戸田から宇都宮藩主に献上された後、宇都宮二荒山神社に納められ、さらに1939年（昭和14年）に栃木県護国神社の所有となり、現在は長岡市郷土史料館に寄託、展示されている。

## 人物

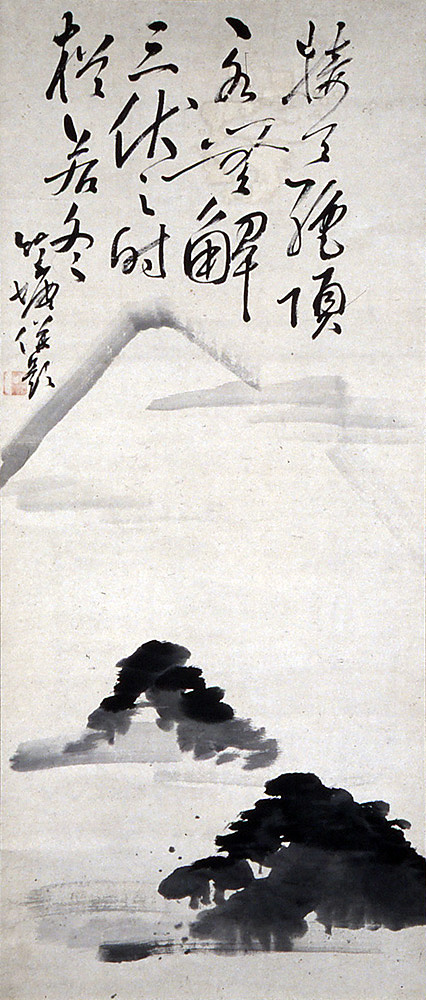
『富士』山本帯刀（山本義路）画賛。長岡市立中央図書館所蔵。

中肉中背で、他人といたずらに争わず、謹直な性格であったと云われる。

## その後の山本家
長岡藩は全ての戦争責任を河井継之助と山本帯刀の死者二名に帰して、新政府軍に降伏した。山本家は廃絶とされて、家名再興は許されなかった。義路の遺族は妻・千代、長女・たまぢ（鈖治、資料によっては玉路とも表記）、次女・かねぢ（□治:□は金叧、あるいは錫治だが「はつぢ（初路）」とする資料もある）の2女からなる。始め潜伏していたが、明治2年（1869年）9月3日、13代藩主・牧野忠毅が、三河牛久保城以来の牧野家譜代の長岡藩士である陶山霜台の嫡男・左右平を100石にて召出し、富士万衛（かずえ）（後に陸軍大尉）と改名した彼は千代と再婚して3子をもうけた。義路の妹・五百子（いほこ）は安田多膳正定の養女となり、後に名児耶六都（なごやむつ）の妻となった。
山本家は明治16年（1883年）2月に河井家と共に家名再興を許可された。「たまぢ」が女戸主となり山本家を継いだが結婚しなかったため、跡継ぎがいなかった。また次女の「かねぢ」は熊本県出身の軍人に嫁したが早世したと言われる。このため名門の山本家の断絶を恐れた渡辺廉吉（法学博士、貴族院議員）等の計らいにより、大正5年（1916年）に長岡士族・高野家（高野貞吉）から養子に入ったのが後の連合艦隊司令長官山本五十六である。